# دیوید آستین

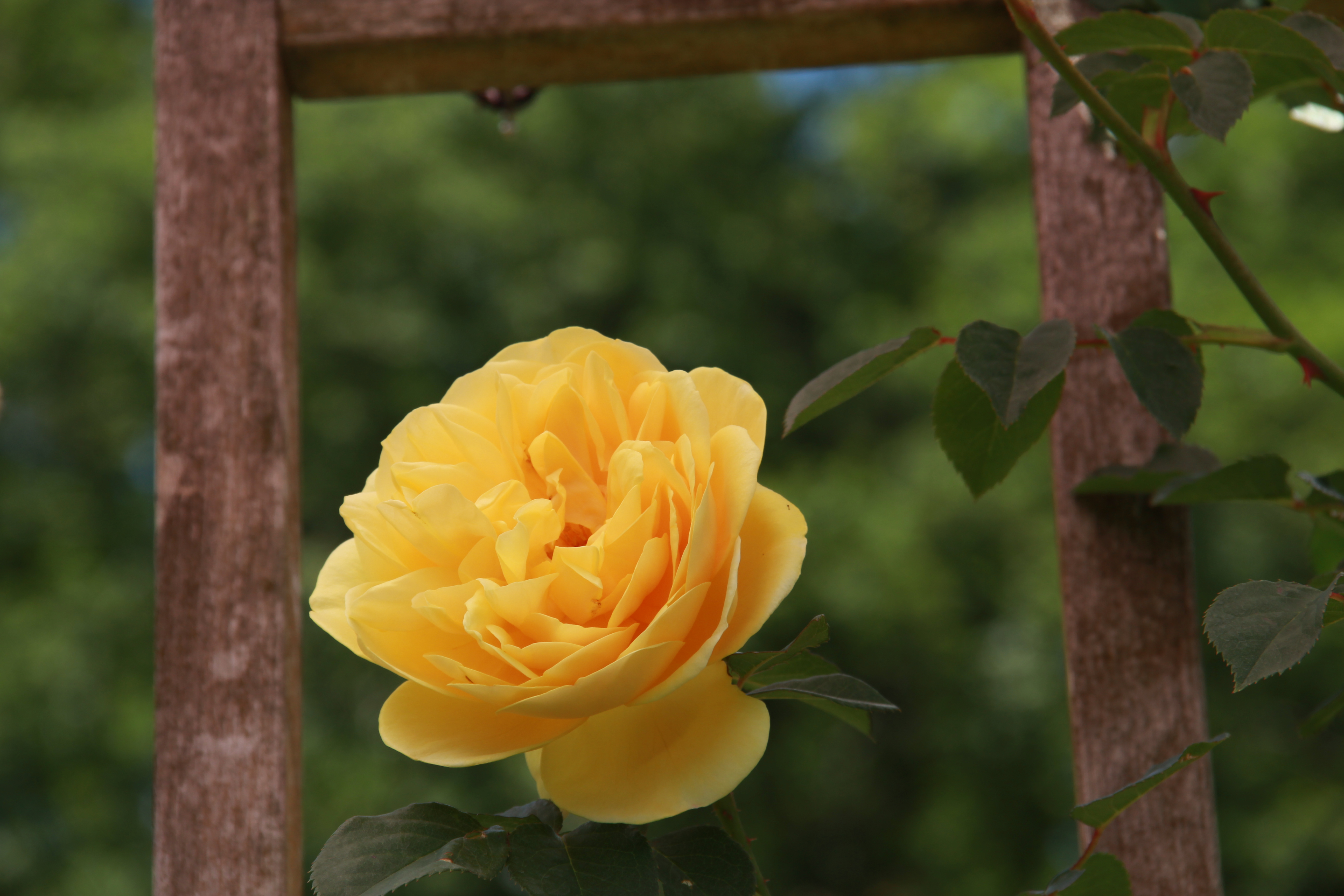
یکی از انواع رزهای انگلیسی به نام رز گراهام توماس، ایجاد شده در سال ۱۹۸۳

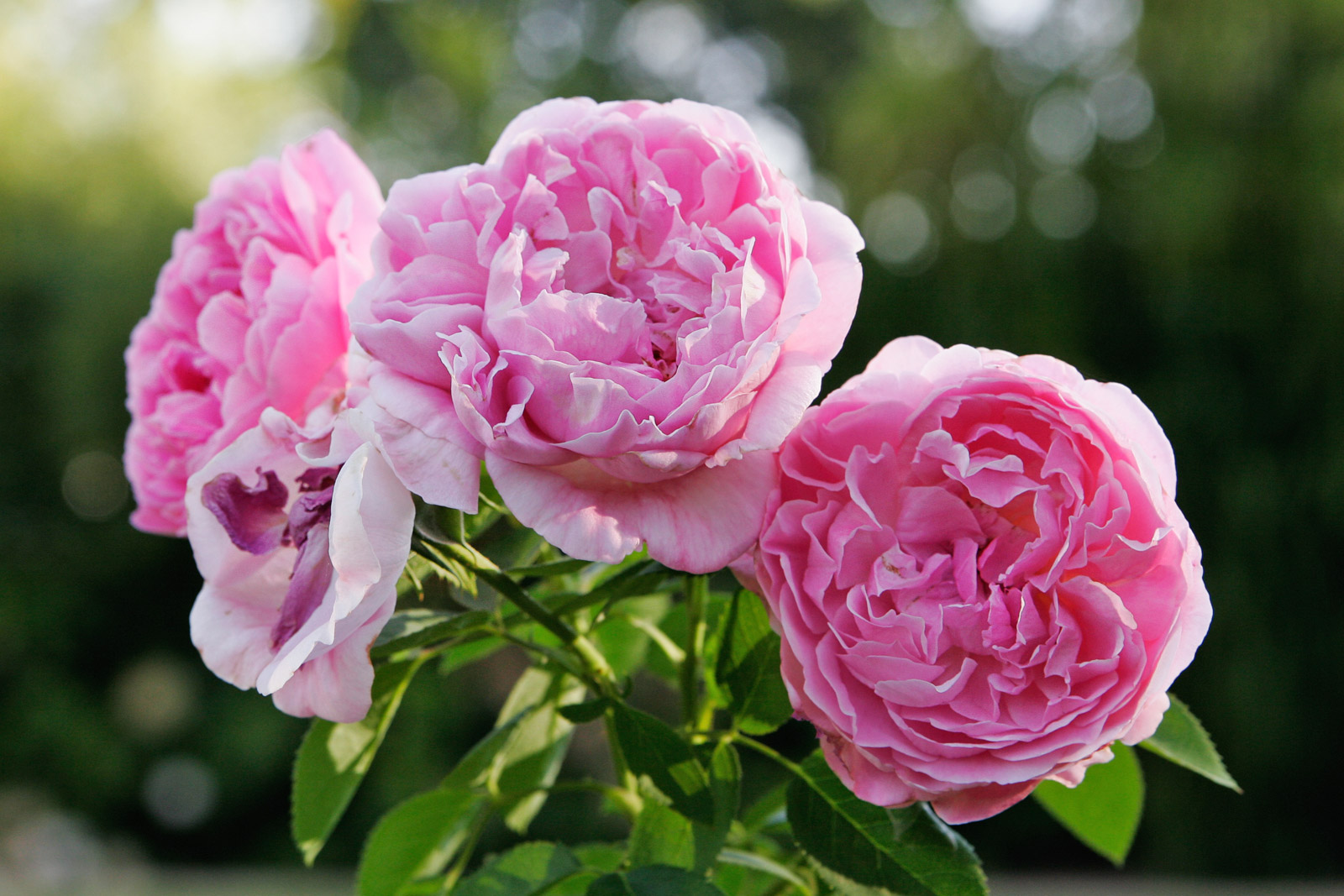
یکی از انواع رزهای انگلیسی به نام رز ماری Mary Rose

دیوید سی اچ اوستین (به انگلیسی: David C.H. Austin)، (متولد ۱۹۲۶ - ۱۸ دسامبر ۲۰۱۸) یک نویسنده و تولید کنندهٔ گل رز اهل شهرستان شروپ‌شایر در کشور انگلستان بود. او تلاش داشت که گل رزی با عطر رزهای باغی قدیمی مانند گالیکا، گل محمدی، آلبا و غیره، اما با توانایی تکرار گلدهی و طیف گسترده‌ای از رنگ‌های گوناگونِ گل رز مدرن مانند رز دورگه چای و فلوریبوندا پرورش دهد. به مجموعهٔ رزهایی که توسط او به وجود آمده است، رزهای انگلیسی English Roses گفته می‌شود.
اولین رز او در سال ۱۹۶۳ معرفی شد و 'Constance Spry' نامیده شد و تنها قادر بود در اول تابستان گلدهی داشته باشد اما ۱۹۶۹ او توانست گلی به wife of Bath به وجود آورد که توانایی گلدهی در چهار فصل را داشت. مجموعهٔ گل‌های رز او در حدود ۱۹۰ نوع است که نام آنان برگرفته از نام خاندان او، جغرافیا یا تاریخ یا فرهنگ انگلستان و همچنین خاندان سلطنتی این کشور است. در سال ۲۰۰۷ میلادی عالی‌ترین رتبه امپراتوری بریتانیا به او تعلق گرفت.

## کتاب‌ها
- The Heritage of the Rose (1987)
- Old Roses and English Roses (1992)
- David Austin's English Roses: Glorious New Roses for American Gardens (1997)
- 100 English Roses for the American Garden (۱۹۹۷)
- Shrub Roses & Climbing Roses: With Hybrid Tea and Floribunda Roses (2001)

## دستاورد علمی دانشمند ایرانی در کمپانی دیوید آستین
در سال ۲۰۰۱ میلادی تولید ۴ رقم جدید از رز (دو تتراپلوئید از گیاهان دیپلوئید: 'Thérèse Bugnet' و 'Pink Surprise'و دو هگزاپلوئید از گیاهان تریپلوئید: 'Alister Stella Gray x Abraham Darby' و 'New dawn') که در حال حاضر در کمپانی دیوید آستین در برنامه‌های اصلاح رز مورد استفاده قرار می‌گیرند، توسط یک دانشمند ایرانی به نام " مریم جعفرخانی کرمانی " صورت پذیرفت.